# Oscar Florén
 Oscar Florén (Mölndal, 3 mei 1984) is een voormalig professioneel golfer uit Zweden.

## Amateur
Oscar komt uit Mölndal bij Göteborg. Hij stond nummer 11 op de World Amateur Golf Ranking toen hij in 2003 naar de Verenigde Staten ging om aan de Texas Tech University in Lubbock te gaan studeren, alwaar hij voor de Texas Red Raiders golf speelde en drie overwinningen boekte. Ook was hij beste amateur in het Kinnaborg Open in 2003. In 2005 werd hij geselecteerd voor het PING All-America First Team als eerste student ooit van de TTU.

### Teams
- Jacques Leglise Trophy: 2002
- Eisenhower Trophy: 2004, 2006
- Palmer Cup: 2006 (winnaars), 2007

## Professional
Na het spelen van de Palmer Cup in 2007 werd Oscar Florén professional. In augustus 2010 won hij de Wales Challenge van de Challenge Tour en werd hij 2de bij het Deense ECCO Tour Kampioenschap, dat ook voor de Challenge Tour mee telde. Daardoor stond hij aan het einde van het seizoen op de 6de plaats van de Order of Merit en promoveerde hij naar de Europese Tour. Vanaf 2014 was Florén nog hoofdzakelijk actief in de Nordic League.

### Overwinningen
| Jaar | Toernooi               | Tour           |
| ---- | ---------------------- | -------------- |
| 2010 | SWALEC Wales Challenge | Challenge Tour |

### Resultaten op deMajors
| Major                 | 2005 | 2006 | 2007 | 2008 | 2009 | 2010 | 2011 | 2012 | 2013 | 2014 | 2015 | 2016 | 2017 | 2018 | 2019 | 2020 |
| --------------------- | ---- | ---- | ---- | ---- | ---- | ---- | ---- | ---- | ---- | ---- | ---- | ---- | ---- | ---- | ---- | ---- |
| The Open Championship | CUT  |      |      |      |      |      |      |      | CUT  | CUT  |      |      |      |      |      |      |

CUT = miste de cut halverwege